# Велика Скельова
Вели́ка Скельовá — село в Україні, у Світловодській міській громаді Олександрійського району Кіровоградської області. Населення становить 535 осіб. Колишній центр Великоскелівської сільської ради.

## Географія
Селом протікає річка Обломіївка.

## Населення
Згідно з переписом УРСР 1989 року чисельність наявного населення села становила 685 осіб, з яких 335 чоловіків та 350 жінок.
За переписом населення України 2001 року в селі мешкало 536 осіб.

### Мова
Розподіл населення за рідною мовою за даними перепису 2001 року:
| Мова       | Відсоток |
| ---------- | -------- |
| українська | 92,34 %  |
| російська  | 7,48 %   |